# Julia Crawford Ivers
Julia Crawford Ivers (Boonville, 3 de octubre de 1869 - Los Ángeles, 8 de mayo de 1930) fue una pionera del cine estadounidense.

## Trayectoria
Ivers vio nacer la industria del cine y establecerse en el sur de California. Participó en la nueva industria como escritora, productora y directora. Trabajó con el director William Desmond Taylor y, según los informes, formó parte de su círculo íntimo antes de su asesinato.

### Filmografía
- The Heart of Paula (1916) (directora, escritora, guionista)
- The American Beauty (1916)
- The Intrigue (1916) (escritora)
- The Call of the Cumberlands (1916) (escritora)
- David Garrick (1916)
- A Son of Erin (1916) (directora, escritora)
- The World Apart (1917)
- Sauce for the Goose (1918)
- Widow by Proxy (1919)
- Huckleberry Finn (1920) (escritora)
- Nurse Marjorie (1920) (escritora)
- Jenny Be Good (1920) (escritora)
- The Furnace (1920)
- Sacred and Profane Love (1921) (escritora)
- Wealth (1921)
- Beyond (1921) (guionista, escenario)
- The White Flower (1923) (directora, escritora)
- Married Flirts (1924) (escritora)